# 水原棒球場
水原綜合運動場棒球場（韓語：수원종합운동장야구장），簡稱為水原棒球場（수원야구장），是韓國的一個棒球場，位於京畿道水原市長安區，於1988年落成啟用，觀眾容量為25000人。2000年至2007年為韓國職棒現代獨角獸的主場；2013年韓國職棒KT巫師成軍後以水原棒球場為主場，並於2014年開始投入二軍賽事、2015年正式加入一軍賽事，該年起取得冠名權將球場命名為水原KT巫師球場（수원케이티위즈파크）。